# Micromacromia flava
Micromacromia flava là một loài chuồn chuồn ngô thuộc họ Libellulidae. Loài này có ở Angola và Zambia.